# اودو بلتس
اودو بلتس (انگلیسی: Udo Bölts؛ زادهٔ ۱۰ اوت ۱۹۶۶) دوچرخه‌سوار اهل آلمان است.
وی همچنین برندهٔ جوایزی همچون برگ بوی نقره‌ای شده‌است.